# AGM-45 Shrike
Texas Instruments AGM-45 Shrike (Shrike znamená v angličtině ťuhýk) je americká protiradiolokační řízená střela vzduch-země (air-to-ground missile). Jedná se o první protiradiolokační řízenou střelu (ARM - Anti-Radiation Missile) vzduch-země, která se dostala do výbavy ozbrojených složek USA. Byla vyvinuta Námořnictvem USA v Naval Air Weapons Station China Lake z řízené střely typu vzduch-vzduch AIM-7 Sparrow, její původní označení znělo ASM-N-10. Mimo americké námořnictvo ji používalo i letectvo USAF. Byla americkou odpovědí na tehdy nové sovětské protiletecké komplexy S-75 Dvina (v kódu NATO SA-2 Guideline). Nosily ji mj. letouny A-4 Skyhawk, EA-6A Prowler, A-7 Corsair II, F-4 Phantom II a F-105 Thunderchief.
Verze AGM-45B měla dosah 40 km, vážila 177 kg a letěla rychlostí až 2 Machu. Hlavní nevýhodou Shrike bylo to, že pokud obsluha zaměřené radarové stanice radar jednoduše vypnula, střela svůj cíl ztratila. Zbraň byla později nahrazena modernější řízenou střelou AGM-88 HARM.

## Užití
AGM-45 byla nasazena americkými ozbrojenými složkami ve vietnamské válce.
Také ji použilo britské letectvo Royal Air Force ve válce o Falklandy v roce 1982 (ačkoli nebyla regulérně ve výzbroji RAF). Britské letectvo disponovalo protiradiolokačními řízenými střelami AS-37 Martel, ovšem panovaly obavy o jejich spolehlivost po dlouhém letu chladným vzduchem nad Atlantským oceánem. Shrike tak byly namontovány na závěsníky těžkých bombardérů Avro Vulcan a 4 z nich byly odpáleny během dvou útoků na argentinské radarové stanice na Falklandských ostrovech. Útok byl úspěšný, radary byly zničeny.
Byla použita i ve válce v Zálivu, než byla v roce 1992 vyřazena ze služby.
Shrike byla exportována do několika zemí a například Izrael ji použil proti egyptským radarovým systémům SA-2 Guideline a SA-3 Goa v Jomkipurské válce. Izrael také vyvinul pozemní variantu odpalovanou z podvozku M4 Sherman (celý komplet měl název Kilshon - česky trojzubec).

## Specifikace
Platí pro verzi AGM-45B.
- Délka: 3,05 m
- Průměr: 203 mm
- Rozpětí: 0,914 m
- Celková hmotnost: 177 kg
- Typ motoru: raketový motor
- Motor: Aerojet MK 78

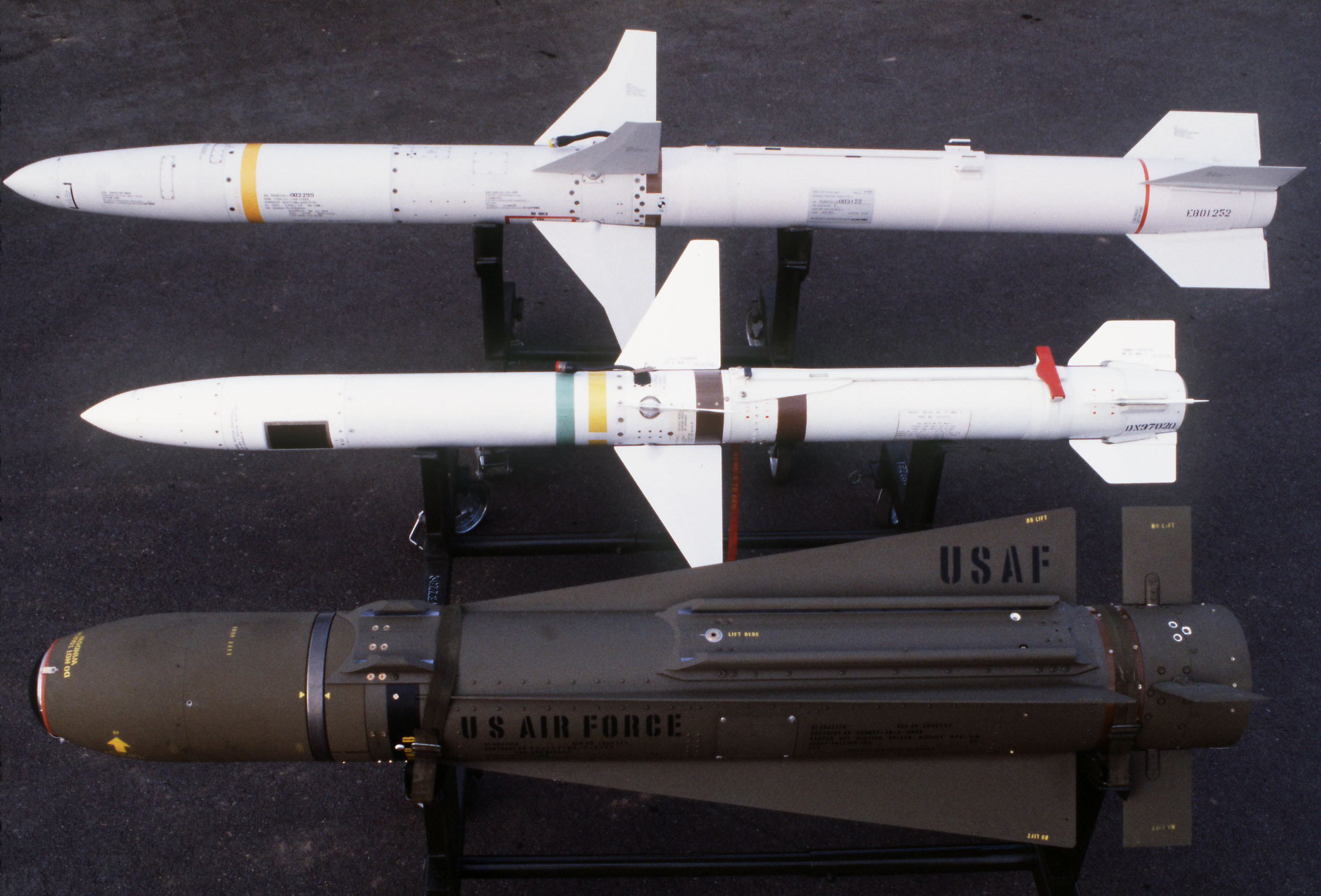
AGM-88 (nahoře) AGM-45 (uprostřed) a AGM-65 (dole).

- Bojová hlavice: konvenční tříštivá
- Hmotnost bojové hlavice: 66,5 – 67,6 kg
- Pohonná látka: tuhé raketové palivo
- Maximální rychlost: Mach 2 (667 m/s)
- Dolet: kolem 40 km

## Verze

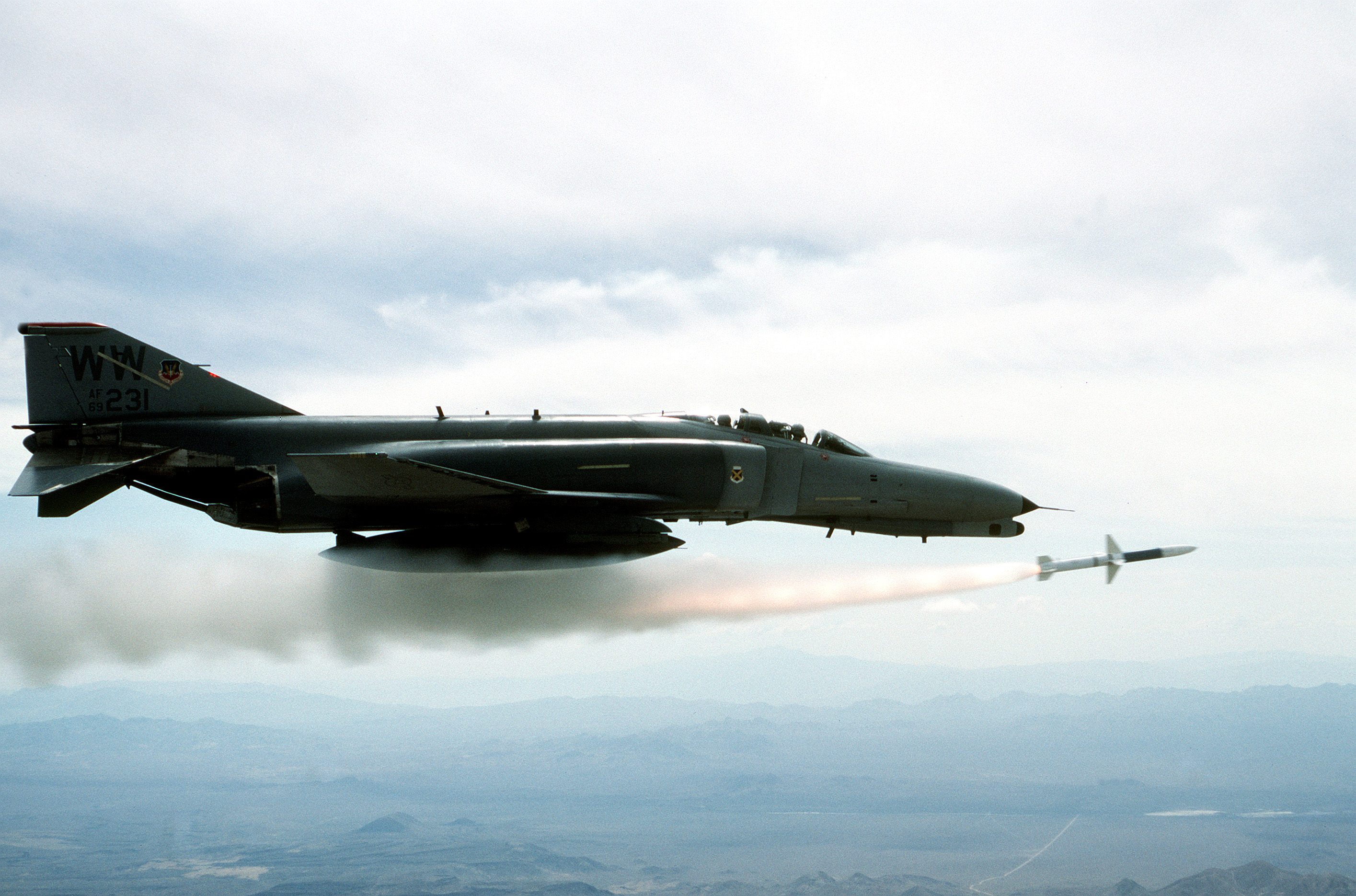
Odpal AGM-45 z letounu F-4 Phantom II.

Verze ATM-45A a ATM-45B byly cvičné.
| Označení              | Naváděcí systém  | Pásmo              |
| --------------------- | ---------------- | ------------------ |
| AGM-45A-1             | Mk 23 Mod 0      | E/F pásmo          |
| AGM-45A-2 AGM-45B-2   | Mk 22 Mod 0/1/2  | G pásmo            |
| AGM-45A-3 AGM-45B-3   | Mk 24 Mod 0/1/34 | široké E/F pásmo   |
| AGM-45A-3A AGM-45B-3A | Mk 24 Mod 2/5    | úzké E/F pásmo     |
| AGM-45A-3B AGM-45B-3B | Mk 24 Mod 3      | E/F pásmo          |
| AGM-45A-4 AGM-45B-4   | Mk 25 Mod 0/1    | G pásmo            |
| AGM-45A-6 AGM-45B-6   | Mk 36 Mod 1      | I pásmo            |
| AGM-45A-7 AGM-45B-7   | Mk 37 Mod 0      | E/F pásmo          |
| AGM-45A-9 AGM-45B-9   | Mk 49 Mod 0      | I pásmo            |
| AGM-45A-9A AGM-45B-9A | Mk 49 Mod 1      | I pásmo, "G bias"  |
| AGM-45A-10 AGM-45B-10 | Mk 50 Mod 0      | E pásmo až I pásmo |

## Galerie

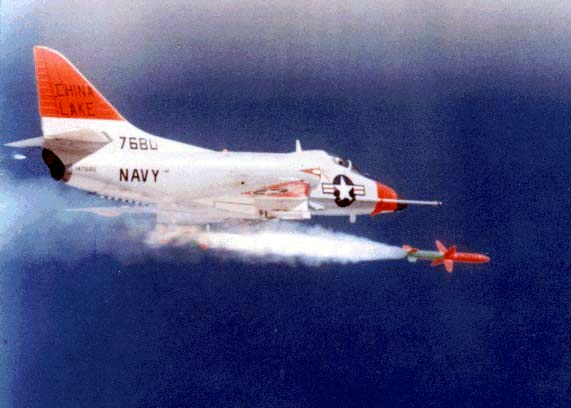
Odpal AGM-45 z letounu A-4 Skyhawk
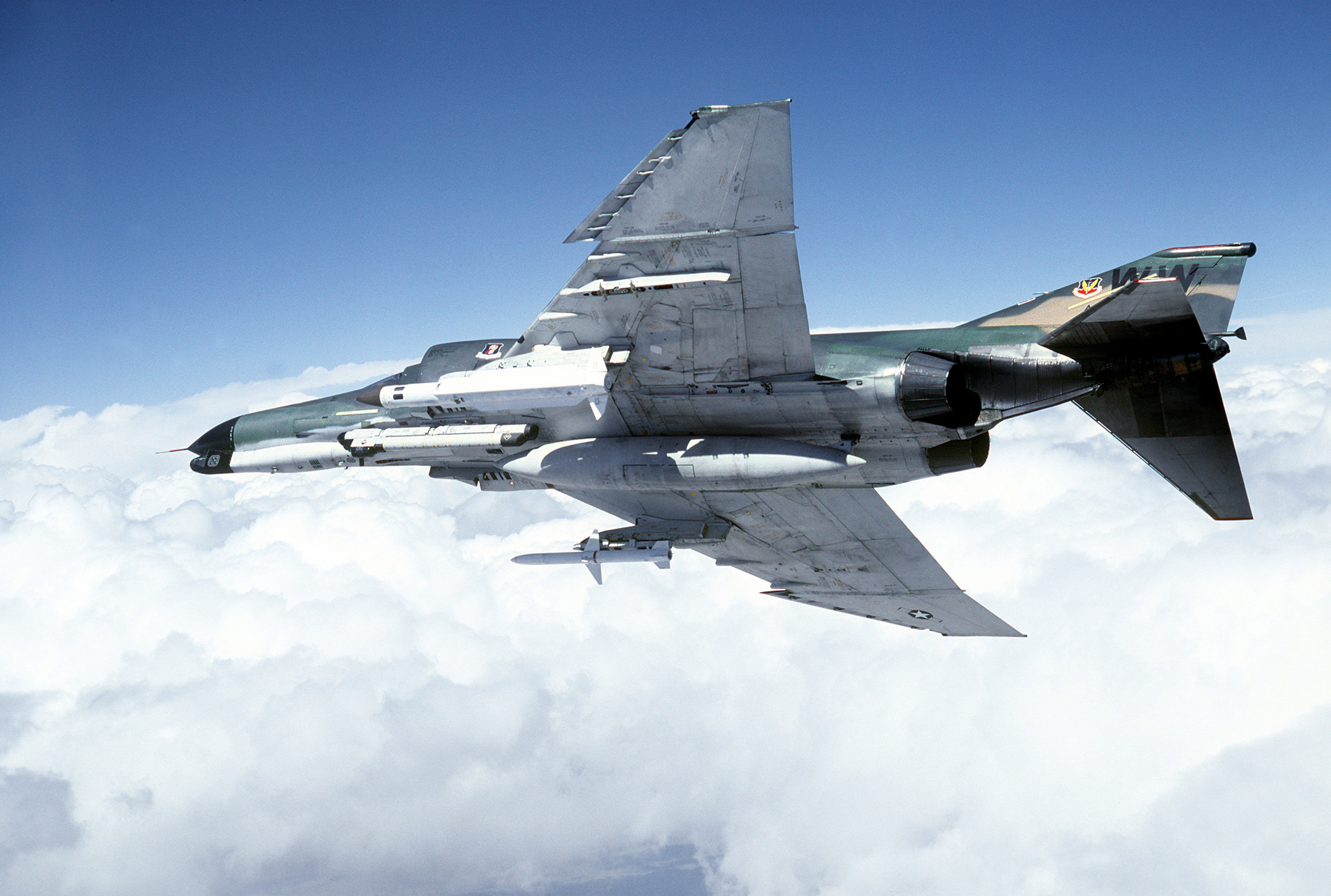
F-4 Phantom II se střelami AGM-45 (pravé křídlo) a AGM-78 (levé křídlo)
AGM-45 Shrike zasahuje cvičný cíl
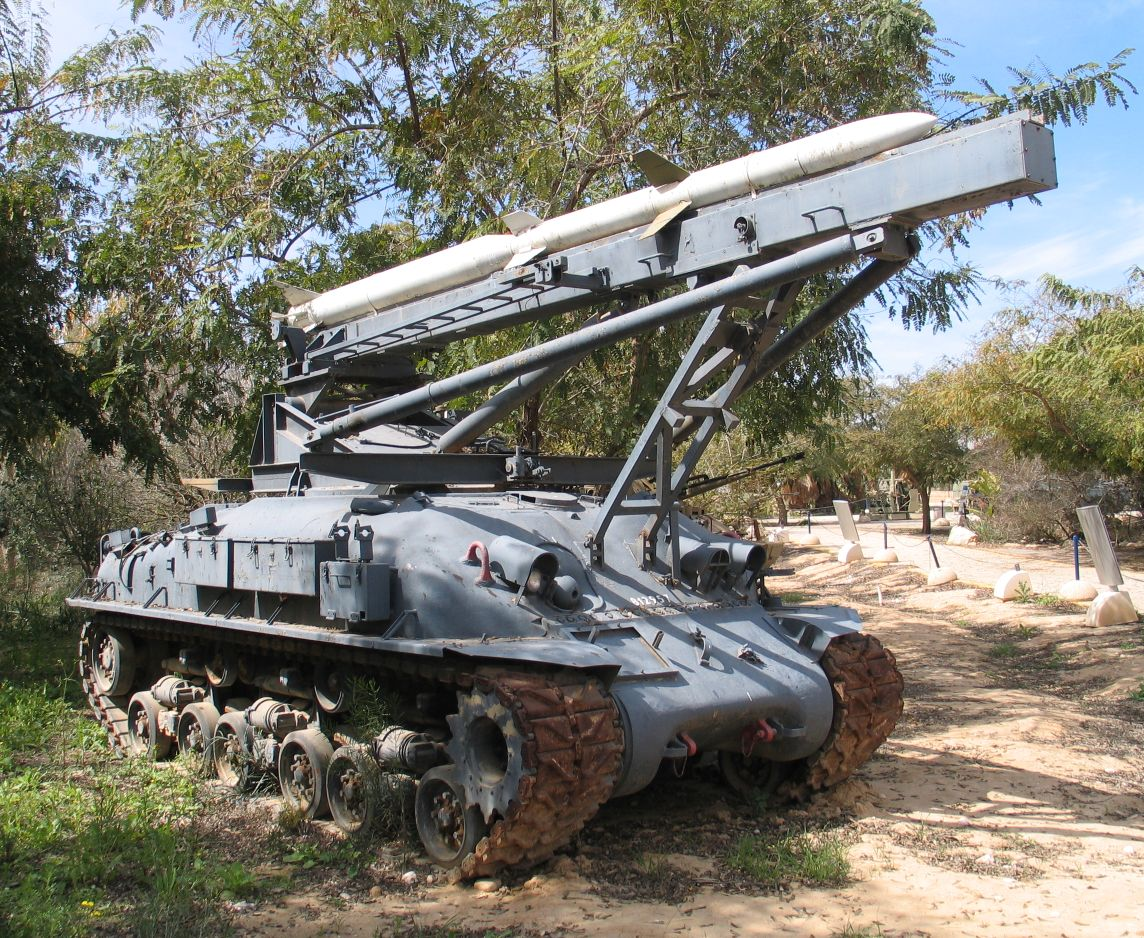
Izraelský komplet Kilshon v muzeu v Chacerimu